# Liste von Sprengstoffanschlägen im Jahr 2017
Die Liste von Sprengstoffanschlägen im Jahr 2017 erfasst Anschläge mit Sprengladungen und anderen Spreng- und Brandvorrichtungen gegen Einrichtungen und Ansammlungen von Menschen, die im Jahr 2017 passierten. Zu den Formen zählen unter anderem Auto- und Rucksackbomben. Siehe auch Liste von Anschlägen auf Verkehrsflugzeuge.

## Liste
| Datum    | Ereignis | Ort                                   | Staat                        | Tote      | Verletzte | Anmerkung, Quellen                                                    |
| -------- | --- | ------------------------------------- | ---------------------------- | --------- | --------- | --------------------------------------------------------------------- |
| 1. Jan.  | Anschlag mit Paketbombe auf Buchhandlung                                                                         | Florenz                               | Italien                      | 0         | 1         | [ 1 ]                                                                 |
| 2. Jan.  | Selbstmordattentat mit Autobombe auf Zivilisten                                                                  | Bagdad                                | Irak                         | 35 (+1)   | 61        | [ 2 ]                                                                 |
| 5. Jan.  | Raketenangriff auf Militärcamp                                                                                   | Taʿizz                                | Jemen                        | 6         | 24        | [ 3 ]                                                                 |
| 5. Jan.  | Sprengstoffanschlag auf Flüchtlingszentrum                                                                       | Göteborg                              | Schweden                     | 0         | 1         | [ 4 ]                                                                 |
| 5. Jan.  | Anschlag von Izmir am 5. Januar 2017                                                                             | Izmir                                 | Türkei                       | 2 (+2)    | 6         | Anschlag mit Autobombe und Schusswaffen auf Gerichtsgebäude           |
| 5. Jan.  | Raketenangriff auf Militärcamp                                                                                   | Taʿizz                                | Jemen                        | 6         | 24        | [ 6 ]                                                                 |
| 5. Jan.  | Selbstmordattentat mit Autobombe auf Stadion                                                                     | Dschabla                              | Syrien                       | 11 (+1)   | 35        | [ 7 ]                                                                 |
| 7. Jan.  | Selbstmordattentat auf Kontrollpunkt                                                                             | Abyan                                 | Jemen                        | 6 (+1)    | 20        | [ 8 ]                                                                 |
| 7. Jan.  | Anschlag mit Autobombe auf Markt                                                                                 | Aʿzāz                                 | Syrien                       | 43        | 50+       | [ 9 ]                                                                 |
| 8. Jan.  | 2 Selbstmordattentate, davon eins mit Autobombe, auf Märkte                                                      | Bagdad                                | Irak                         | 17 (+2)   | 38        | [ 10 ] [ 11 ]                                                         |
| 10. Jan. | 2 Selbstmordattentate, davon eins mit Autobombe, auf Regierungsfahrzeug, Polizisten und Zivilisten               | Kabul                                 | Afghanistan                  | 38 (+2)   | 72        | [ 12 ] [ 13 ]                                                         |
| 13. Jan. | Anschlag mit Schusswaffen und Panzerfaust auf Soldaten                                                           | Borno                                 | Nigeria                      | 3 (+10)   | 27        | [ 14 ]                                                                |
| 15. Jan. | Selbstmordattentat mit Autobombe auf Kontrollpunkt                                                               | al-Chalis                             | Irak                         | 9 (+1)    | 20        | [ 15 ]                                                                |
| 15. Jan. | Selbstmordattentat mit Autobombe auf Milizionäre                                                                 | Aleppo                                | Syrien                       | 12 (+1)   | 30        | [ 16 ]                                                                |
| 18. Jan. | Anschlag mit Autobombe auf Zivilisten                                                                            | Bagdad                                | Irak                         | 7         | 20        | [ 17 ]                                                                |
| 18. Jan. | Selbstmordattentat mit Autobombe auf Militärstützpunkt                                                           | Gao                                   | Mali                         | 77 (+5)   | 115       | [ 18 ]                                                                |
| 21. Jan. | Sprengstoffanschlag auf Markt                                                                                    | Parachinar                            | Pakistan                     | 26        | 65        | [ 19 ]                                                                |
| 25. Jan. | Anschlag mit Selbstmordattentäter, Autobomben und Schusswaffen auf Hotel, Regierungsmitglieder und Journalisten  | Mogadischu                            | Somalia                      | 30 (+4)   | 41        | [ 20 ]                                                                |
| 7. Feb.  | Selbstmordattentat auf Gerichtsgebäude                                                                           | Kabul                                 | Afghanistan                  | 21 (+1)   | 41        | [ 21 ]                                                                |
| 11. Feb. | Selbstmordattentat mit Autobombe auf Soldaten und Zivilisten                                                     | Laschkar Gah                          | Afghanistan                  | 6 (+1)    | 21        | [ 22 ]                                                                |
| 13. Feb. | Selbstmordattentat auf Demonstration                                                                             | Lahore                                | Pakistan                     | 18 (+1)   | 90+       | [ 23 ]                                                                |
| 15. Feb. | Selbstmordattentat mit Autobombe auf Zivilisten                                                                  | Bagdad                                | Irak                         | 9 (+1)    | 30        | [ 24 ]                                                                |
| 16. Feb. | Selbstmordattentat auf Sufi-Schrein                                                                              | Sehwan Sharif                         | Pakistan                     | 90 (+1)   | 350+      | [ 25 ]                                                                |
| 16. Feb. | Anschlag mit Autobombe auf schiitische Zivilisten                                                                | Bagdad                                | Irak                         | 45        | 50        | [ 26 ]                                                                |
| 19. Feb. | Selbstmordattentat mit Autobombe auf Markt                                                                       | Mogadischu                            | Somalia                      | 39 (+1)   | 47        | [ 27 ]                                                                |
| 19. Feb. | Sprengstoffanschlag auf Polizisten und Zivilisten                                                                | Bogotá                                | Kolumbien                    | 1         | 26        | [ 28 ]                                                                |
| 21. Feb. | Selbstmordattentat mit Granaten und Schusswaffen auf Gerichtskomplex                                             | Charsadda                             | Pakistan                     | 7 (+3)    | 22        | [ 29 ]                                                                |
| 21. Feb. | Anschlag mit Autobombe auf Zivilisten                                                                            | Bagdad                                | Irak                         | 7         | 30        | [ 30 ]                                                                |
| 22. Feb. | Raketenangriff auf Militärcamp                                                                                   | Taʿizz                                | Jemen                        | 7         | 25        | [ 31 ]                                                                |
| 23. Feb. | Raketenangriff auf Soldaten                                                                                      | Mossul                                | Irak                         | 24+       | 0         | [ 32 ]                                                                |
| 24. Feb. | Selbstmordattentat mit Autobombe auf FSA-Kommandozentrale                                                        | Aleppo                                | Syrien                       | 77 (+1)   | 100       | [ 33 ]                                                                |
| 25. Feb. | Selbstmordattentat mit Schusswaffen auf Regierungsgebäude und Militärhauptquartier                               | Homs                                  | Syrien                       | 42 (+6)   | 34        | [ 34 ] [ 35 ]                                                         |
| 1. Mrz.  | Selbstmordattentate mit Autobombe und Schusswaffen auf Regierungsgebäude und Polizeistation                      | Kabul                                 | Afghanistan                  | 23 (+7)   | 107       | [ 36 ] [ 37 ]                                                         |
| 3. Mrz.  | Sprengstoffanschlag auf Zivilisten                                                                               | Farah                                 | Afghanistan                  | 8         | 20        | [ 38 ]                                                                |
| 8. Mrz.  | Anschlag mit Schusswaffen, Stichwaffen und Granaten auf Militärkrankenhaus                                       | Kabul                                 | Afghanistan                  | 50 (+4)   | 50        | [ 39 ]                                                                |
| 8. Mrz.  | Selbstmordattentat auf Hochzeit                                                                                  | Salah ad-Din                          | Irak                         | 26 (+4)   | 25        | [ 40 ] [ 41 ] [ 42 ]                                                  |
| 11. Mrz. | Anschlag mit Selbstmordattentäter und Sprengsatz auf schiitische Pilger, Soldaten und Zivilisten                 | Damaskus                              | Syrien                       | 76        |           | [ 43 ] [ 44 ]                                                         |
| 15. Mrz. | Selbstmordattentate auf ein Restaurant und den Palast der Gerechtigkeit                                          | Damaskus                              | Syrien                       | 31 (+2)   | 88        | [ 45 ] [ 46 ]                                                         |
| 15. Mrz. | Anschlag mit Autobombe auf Zivilisten                                                                            | Tikrit                                | Irak                         | 8         | 43        | [ 47 ]                                                                |
| 17. Mrz. | Selbstmordattentat mit Autobombe und Schusswaffen auf Militärstützpunkt                                          | Chost                                 | Afghanistan                  | 1 (+4)    | 26        | [ 48 ]                                                                |
| 17. Mrz. | Raketenangriff auf Militärcamp                                                                                   | Ma'rib                                | Jemen                        | 32        | 81        | [ 49 ] [ 50 ]                                                         |
| 20. Mrz. | Anschlag mit Autobombe auf Markt                                                                                 | Bagdad                                | Irak                         | 27        | 45        | [ 51 ]                                                                |
| 25. Mrz. | Sprengstoffanschlag auf Polizisten und Zivilisten                                                                | Sylhet                                | Bangladesch                  | 7         | 38        | [ 52 ] [ 53 ]                                                         |
| 29. Mrz. | Selbstmordattentat mit Autobombe auf Kontrollpunkt                                                               | Bagdad                                | Irak                         | 15 (+1)   | 45        | [ 54 ]                                                                |
| 31. Mrz. | Selbstmordattentat mit Autobombe auf Markt und Moschee                                                           | Parachinar                            | Pakistan                     | 23 (+1)   | 136       | [ 55 ]                                                                |
| 3. Apr.  | Terroranschlag am 3. April 2017 in Sankt Petersburg                                                              | Sankt Petersburg                      | Russland                     | 15 (+1)   | 63        | [ 56 ] [ 57 ]                                                         |
| 4. Apr.  | Selbstmordattentat mit Schusswaffen auf Kontrollpunkt und Gebäude                                                | Tikrit                                | Irak                         | 31 (+5)   | 42        | [ 58 ]                                                                |
| 6. Apr.  | Anschlag mit Landmine auf Pendlerbus                                                                             | Shabeellaha Hoose                     | Somalia                      | 20        | 10        | [ 59 ]                                                                |
| 7. Apr.  | Terroranschlag am 7. April 2017 in Stockholm                                                                     | Stockholm                             | Schweden                     | 5         | 14        | [ 60 ]                                                                |
| 8. Apr.  | Selbstmordattentat auf Zivilisten                                                                                | Kolofata                              | Kamerun                      | 4 (+1)    | 23        | [ 61 ]                                                                |
| 9. Apr.  | Anschläge in Ägypten am Palmsonntag 2017                                                                         | Alexandria, Tanta                     | Ägypten                      | 48 (+2)   | 136       | Selbstmordattentate auf 2 Kirchen                                     |
| 9. Apr.  | Sprengstoffanschlag auf Öl-Pipeline                                                                              | al-Hudaida                            | Jemen                        | 5         | 35        | [ 64 ]                                                                |
| 15. Apr. | Anschlag von Raschidin                                                                                           | Aleppo                                | Syrien                       | 126 (+1)  | 55        | Selbstmordattentat mit Autobombe auf Flüchtlingskonvoi                |
| 15. Apr. | Anschlag mit Autobombe auf Militärstützpunkt                                                                     | Latakia                               | Syrien                       | 10        | 24        | [ 66 ]                                                                |
| 19. Apr. | Sprengstoffanschlag auf Zivilisten                                                                               | Aleppo                                | Syrien                       | 6         | 30        | [ 67 ]                                                                |
| 19. Apr. | Sprengstoffanschlag auf Eurobank-Gebäude                                                                         | Athen                                 | Griechenland                 | 0         | 0         | [ 68 ]                                                                |
| 21. Apr. | Selbstmordattentat mit Granaten, Panzerfäusten und (Maschinen)gewehren auf Militärstützpunkt                     | Masar-e Scharif                       | Afghanistan                  | 256 (+10) | 160+      | [ 69 ]                                                                |
| 23. Apr. | Raketen- und Schusswaffenangriff auf Militärkonvoi                                                               | al-Anbar                              | Irak                         | 10        | 20        | [ 70 ]                                                                |
| 24. Apr. | Anschlag mit Granatwerfer und Sturmgewehren auf Polizeistreife                                                   | Chhattisgarh                          | Indien                       | 25 (+10)  | 7         | [ 71 ]                                                                |
| 27. Apr. | Selbstmordattentat mit Autobombe auf Militärkonvoi                                                               | Borno                                 | Nigeria                      | 5 (+1)    | 40        | [ 72 ]                                                                |
| 27. Apr. | Raketenangriff auf Militärstützpunkt                                                                             | Ma'rib                                | Jemen                        | 8         | 20        | [ 73 ]                                                                |
| 29. Apr. | Anschlag mit Selbstmordattentätern und Scharfschützengewehren auf Polizisten                                     | Mossul                                | Irak                         | 14 (+23)  | 20        | [ 74 ]                                                                |
| 2. Mai   | Anschlag mit Selbstmordattentätern und Schusswaffen auf Kontrollpunkt und Flüchtlingslager                       | al-Hasaka                             | Syrien                       | 46 (+5)   | 34        | [ 75 ]                                                                |
| 3. Mai   | Selbstmordattentat mit Autobombe auf NATO-Konvoi und Zivilisten                                                  | Kabul                                 | Afghanistan                  | 8 (+1)    | 28        | [ 76 ]                                                                |
| 9. Mai   | Anschlag mit Autobombe auf Kaufhaus                                                                              | Mueang Pattani                        | Thailand                     | 1         | 80+       | [ 77 ] [ 78 ]                                                         |
| 12. Mai  | Selbstmordattentat auf Konvoi                                                                                    | nahe Mastung                          | Pakistan                     | 28 (+1)   | 30        | [ 79 ]                                                                |
| 13. Mai  | Anschlag mit Mörsern, Granatwerfern und Schusswaffen auf MINUSCA-Stützpunkt und muslimische Zivilisten           | Bangassou                             | Zentralafrikanische Republik | 108       | 76        | [ 80 ]                                                                |
| 17. Mai  | Artillerieangriff auf sudanesische Soldaten                                                                      | Haddscha                              | Jemen                        | 15        | 70        | [ 81 ]                                                                |
| 18. Mai  | Anschlag mit Artillerie, Schusswaffen und Messern auf Dörfer und Milizionäre                                     | Hama                                  | Syrien                       | 52 (+10)  | 45+       | [ 82 ] [ 83 ] [ 84 ]                                                  |
| 19. Mai  | Selbstmordattentat mit Autobombe auf Kontrollpunkt                                                               | Basra                                 | Irak                         | 11 (+1)   | 30        | [ 85 ]                                                                |
| 20. Mai  | Selbstmordattentat mit Schusswaffen auf Bank                                                                     | Gardez                                | Afghanistan                  | 3 (+5)    | 30+       | [ 86 ]                                                                |
| 22. Mai  | Anschlag mit Rohrbombe auf Krankenhaus                                                                           | Bangkok                               | Thailand                     | 0         | 25        | [ 87 ]                                                                |
| 22. Mai  | Terroranschlag in Manchester am 22. Mai 2017                                                                     | Manchester                            | Vereinigtes Königreich       | 22 (+1)   | 800+      | [ 88 ]                                                                |
| 23. Mai  | Selbstmordattentat mit Autobombe auf Kontrollpunkt                                                               | Homs                                  | Syrien                       | 4 (+2)    | 30        | [ 89 ]                                                                |
| 25. Mai  | Attentat mit Briefbombe auf Loukas Papadimos                                                                     | Athen                                 | Griechenland                 | 0         | 2         | [ 90 ]                                                                |
| 30. Mai  | Selbstmordattentat mit Autobombe auf Eiscafé                                                                     | Bagdad                                | Irak                         | 11 (+1)   | 47        | [ 91 ]                                                                |
| 30. Mai  | Selbstmordattentat auf Militärpatrouille und Zivilisten                                                          | Hīt                                   | Irak                         | 17 (+1)   | 35        | [ 92 ]                                                                |
| 30. Mai  | Selbstmordattentat mit Autobombe auf Rentenbüro und Zivilisten                                                   | Bagdad                                | Irak                         | 9 (+1)    | 36        | [ 93 ]                                                                |
| 31. Mai  | Bombenanschlag in Kabul am 31. Mai 2017                                                                          | Kabul                                 | Afghanistan                  | 92 (+1)   | 491       | Selbstmordattentat mit Autobombe im Regierungsviertel                 |
| 1. Jun.  | Mörserangriff auf Zivilisten                                                                                     | Mossul                                | Irak                         | 7         | 23        | [ 95 ]                                                                |
| 2. Jun.  | Selbstmordattentat auf Flüchtlingslager                                                                          | Kolofata                              | Kamerun                      | 9 (+2)    | 30        | [ 96 ]                                                                |
| 3. Jun.  | Terroranschlag in Kabul am 3. Juni 2017                                                                          | Kabul                                 | Afghanistan                  | 6 (+3)    | 87        | Selbstmordattentat auf Beerdigung                                     |
| 3. Jun.  | Mörserangriff auf Zivilisten                                                                                     | Mossul                                | Irak                         | 4         | 33        | [ 98 ]                                                                |
| 7. Jun.  | Doppelanschlag in Teheran am 7. Juni 2017                                                                        | Teheran                               | Iran                         | 11 (+6)   | 52        | [ 99 ]                                                                |
| 8. Jun.  | Selbstmordattentat mit Autobombe und Schusswaffen auf Militärstützpunkt                                          | Bari                                  | Somalia                      | 68 (+9)   | 20        | [ 100 ]                                                               |
| 9. Jun.  | Selbstmordattentat auf Markt                                                                                     | Babil                                 | Irak                         | 31 (+1)   | 23        | [ 101 ]                                                               |
| 14. Jun. | Selbstmordattentate mit Autobombe und Schusswaffen auf Nachtclub und Pizzeria                                    | Mogadischu                            | Somalia                      | 31 (+6)   | 26        | [ 102 ]                                                               |
| 15. Jun. | Selbstmordattentate auf Kindergarten                                                                             | Jiangsu                               | China                        | 7 (+1)    | 65        | [ 103 ]                                                               |
| 17. Jun. | Sprengstoffanschlag auf Einkaufszentrum                                                                          | Bogotá                                | Kolumbien                    | 3         | 8         | Explosion eines Sprengsatzes im Bereich der Damentoilette.            |
| 18. Jun. | Sprengstoffanschlag auf Polizisten                                                                               | Mossul                                | Irak                         | 7         | 20        | [ 105 ]                                                               |
| 19. Jun. | Selbstmordattentat mit Autobombe auf Polizeifahrzeug                                                             | Paris                                 | Frankreich                   | 0 (+1)    | 0         | [ 106 ]                                                               |
| 20. Jun. | Anschlagsversuch am 20. Juni 2017 in Brüssel                                                                     | Brüssel                               | Belgien                      | 0 (+1)    | 0         | Selbstmordattentat auf Bahnhof                                        |
| 21. Jun. | Sprengstoffanschlag auf Moschee                                                                                  | Mossul                                | Irak                         | 100+      |           | [ 108 ]                                                               |
| 22. Jun. | Selbstmordattentat mit Autobombe auf die New Kabul Bank                                                          | Laschkar Gah                          | Afghanistan                  | 34 (+1)   | 58        | [ 109 ]                                                               |
| 23. Jun. | Selbstmordattentat auf Zivilisten                                                                                | Mossul                                | Irak                         | 12 (+1)   | 20+       | [ 110 ]                                                               |
| 23. Jun. | Selbstmordattentat mit Autobombe auf Polizisten und Zivilisten                                                   | Quetta                                | Pakistan                     | 15 (+1)   | 19        | [ 111 ]                                                               |
| 23. Jun. | Anschlag mit Selbstmordattentäter und Sprengsatz auf Markt                                                       | Parachinar                            | Pakistan                     | 78 (+1)   | 282       | [ 112 ] [ 113 ]                                                       |
| 23. Jun. | Raketenangriff auf Zivilisten                                                                                    | Aleppo                                | Syrien                       | 4         | 20        | [ 114 ]                                                               |
| 24. Jun. | Anschlag mit Autobombe auf Markt                                                                                 | Idlib                                 | Syrien                       | 10        | 30        | [ 115 ]                                                               |
| 25. Jun. | Selbstmordattentat mit Schusswaffen auf Soldaten                                                                 | Mossul                                | Irak                         | 20 (+15)  |           | [ 116 ] [ 117 ] [ 118 ]                                               |
| 28. Jun. | Anschlag mit Autobombe auf Geheimdienstfahrzeug                                                                  | Donezk                                | Ukraine                      | 1         | 3         | [ 119 ]                                                               |
| 29. Jun. | Sprengstoffanschlag auf Schnellrestaurant                                                                        | Berlin                                | Deutschland                  | 0         | 0         | [ 120 ]                                                               |
| 1. Jul.  | Anschlag mit Landminen und Schusswaffen auf Zivilisten                                                           | Mossul                                | Irak                         | 28+       |           | [ 121 ]                                                               |
| 2. Jul.  | Selbstmordattentat mit Autobombe auf Soldaten und Zivilisten                                                     | Damaskus                              | Syrien                       | 20 (+1)   | 12        | [ 122 ] [ 123 ]                                                       |
| 2. Jul.  | Raketen- und Schusswaffenangriff auf Kontrollpunkte                                                              | Kundus                                | Afghanistan                  | 2 (+15)   | 32 (+12)  | [ 124 ] [ 125 ]                                                       |
| 7. Jul.  | Selbstmordattentat mit Autobombe und Schusswaffen auf Soldaten                                                   | Schimal Sina                          | Ägypten                      | 23 (+42)  | 26        | [ 126 ]                                                               |
| 7. Jul.  | Anschlag mit Autobombe und Sprengsatz auf Zivilisten und Lebensmittelgeschäft                                    | Luhansk                               | Ukraine                      | 1         | 6         | [ 127 ] [ 128 ]                                                       |
| 9. Jul.  | Granatenangriff auf Bar                                                                                          | Kayanza                               | Burundi                      | 8         | 50        | [ 129 ]                                                               |
| 12. Jul. | Selbstmordattentat auf Markt                                                                                     | Extrême-Nord                          | Kamerun                      | 12 (+2)   | 40+       | [ 130 ]                                                               |
| 21. Jul. | Granaten- und Schusswaffenangriff auf Soldaten                                                                   | Marawi                                | Philippinen                  | 9         | 49        | [ 131 ]                                                               |
| 24. Jul. | Terroranschläge in Afghanistan am 24. Juli 2017                                                                  | Kabul                                 | Afghanistan                  | 35 (+1)   | 41        | Selbstmordattentat mit Autobombe auf Bus mit Regierungspersonal       |
| 24. Jul. | Selbstmordattentat mit Motorradbombe auf Polizisten in Gemüsemarkt                                               | Lahore                                | Pakistan                     | 26 (+1)   | 50+       | [ 133 ]                                                               |
| 28. Jul. | Selbstmordattentat auf Flüchtlingslager                                                                          | Dikwa                                 | Nigeria                      | 13 (+1)   | 24        | [ 134 ]                                                               |
| 1. Aug.  | Selbstmordattentat mit Schusswaffen und Granaten auf Moschee                                                     | Herat                                 | Afghanistan                  | 32 (+2)   | 66        | [ 135 ]                                                               |
| 5. Aug.  | Sprengstoffanschlag auf Moschee                                                                                  | Bloomington                           | USA                          | 0         | 0         | [ 136 ]                                                               |
| 7. Aug.  | Anschlag mit Autobombe auf Zivilisten                                                                            | Lahore                                | Pakistan                     | 2         | 45        | [ 137 ]                                                               |
| 7. Aug.  | Selbstmordattentat mit Autobombe und Artillerie auf Sicherheitskräfte                                            | al-Anbar                              | Irak                         | 36        | 75        | [ 138 ]                                                               |
| 11. Aug. | Sprengstoffanschlag auf Zivilisten                                                                               | Stammesgebiete unter Bundesverwaltung | Pakistan                     | 3         | 25        | [ 139 ]                                                               |
| 12. Aug. | Selbstmordattentat auf Militärfahrzeug und Zivilisten                                                            | Quetta                                | Pakistan                     | 15 (+1)   | 25        | [ 140 ]                                                               |
| 15. Aug. | Selbstmordattentate auf Markt und Flüchtlingslager                                                               | Borno                                 | Nigeria                      | 27 (+3)   | 83        | [ 141 ] [ 142 ]                                                       |
| 16. Aug. | Sprengstoffanschlag auf Militärkonvoi                                                                            | Nangarhar                             | Afghanistan                  | 1         | 20        | [ 143 ]                                                               |
| 17. Aug. | Granatenangriff auf Bars                                                                                         | Bujumbura                             | Burundi                      | 3         | 27        | [ 144 ] [ 145 ]                                                       |
| 23. Aug. | Selbstmordattentat mit Autobombe auf Militärkonvoi                                                               | Laschkar Gah                          | Afghanistan                  | 5 (+1)    | 38        | [ 146 ]                                                               |
| 25. Aug. | Raketen- und Schusswaffenangriff auf Militärposten                                                               | ar-Raqqa                              | Syrien                       | 34 (+12)  |           | [ 147 ]                                                               |
| 25. Aug. | Selbstmordattentat mit Granaten, Schuss- und Stichwaffen auf Moschee                                             | Kabul                                 | Afghanistan                  | 28 (+4)   | 50        | [ 148 ]                                                               |
| 28. Aug. | Anschlag mit Autobombe auf Markt                                                                                 | Bagdad                                | Irak                         | 12        | 30        | [ 149 ]                                                               |
| 31. Aug. | Sprengstoffanschlag auf Soldaten                                                                                 | Marawi                                | Philippinen                  | 3         | 52        | [ 150 ]                                                               |
| 1. Sep.  | Sprengstoffanschlag auf Markt und Soldaten                                                                       | Bari                                  | Somalia                      | 10        | 35        | [ 151 ] [ 152 ]                                                       |
| 14. Sep. | Selbstmordattentat mit Autobombe, Granaten und Schusswaffen auf Kontrollpunkt, Restaurant, Pilger und Zivilisten | Nassirija                             | Irak                         | 84 (+6)   | 93        | [ 153 ] [ 154 ]                                                       |
| 14. Sep. | Anschlag mit Schusswaffen und Sprengstoff auf Strommast, Militärfahrzeug, Polizisten und Zivilisten              | Yala                                  | Thailand                     | 2         | 27        | [ 155 ] [ 156 ] [ 157 ]                                               |
| 15. Sep. | Anschlag in einer Londoner U-Bahn am 15. September 2017                                                          | London                                | Vereinigtes Königreich       | 0         | 69        | Verpuffung einer USBV in einer Plastiktasche.                         |
| 18. Sep. | Selbstmordattentat auf Dorf                                                                                      | Borno                                 | Nigeria                      | 10 (+3)   | 46        | [ 160 ]                                                               |
| 19. Sep. | Selbstmordattentat auf Restaurant                                                                                | Salah ad-Din                          | Irak                         | 3 (+3)    | 34        | [ 161 ]                                                               |
| 19. Sep. | Selbstmordattentat auf Militärpatrouille                                                                         | Belutschistan                         | Pakistan                     | 2 (+1)    | 21        | [ 162 ]                                                               |
| 21. Sep. | Granatenangriff auf jüdische Zivilisten                                                                          | Uman                                  | Ukraine                      | 0         | 2         | [ 163 ]                                                               |
| 28. Sep. | Selbstmordattentat mit Autobomben auf Soldaten                                                                   | al-Qaryatain                          | Syrien                       | 153+      |           | [ 164 ]                                                               |
| 29. Sep. | Granatenangriff auf Krankenhaus und Zivilisten                                                                   | Peschawar                             | Pakistan                     | 0         | 20        | [ 165 ]                                                               |
| 29. Sep. | Selbstmordattentat auf Moschee                                                                                   | Kabul                                 | Afghanistan                  | 5 (+1)    | 20        | [ 166 ]                                                               |
| 30. Sep. | Sprengstoffanschlag auf Sicherheitskräfte                                                                        | Urusgan                               | Afghanistan                  | 26 (+31)  | 3 (+14)   | [ 167 ]                                                               |
| 4. Okt.  | Anschlag mit Selbstmordattentätern und Autobombe auf Gerichtsgebäude und Zivilisten                              | Misrata                               | Libyen                       | 4 (+3)    | 21        | [ 168 ]                                                               |
| 5. Okt.  | Selbstmordattentat auf Sufi-Schrein                                                                              | Belutschistan                         | Pakistan                     | 24 (+1)   | 20+       | [ 169 ]                                                               |
| 11. Okt. | Selbstmordattentat auf Café                                                                                      | Hīt                                   | Irak                         | 7 (+1)    | 20        | [ 170 ]                                                               |
| 12. Okt. | Selbstmordattentat mit Autobomben auf Nachrichtenagentur, Polizisten und Flüchtlinge                             | al-Hasaka                             | Syrien                       | 17 (+2)   | 100       | [ 171 ]                                                               |
| 14. Okt. | Anschlag in Mogadischu am 14. Oktober 2017                                                                       | Mogadischu                            | Somalia                      | 589 (+1)  | 316       | Selbstmordattentat mit Autobomben auf Flughafen, Hotel und Zivilisten |
| 17. Okt. | Selbstmordattentat mit Autobombe auf Polizeihauptquartier und Zivilisten                                         | Ghazni                                | Afghanistan                  | 20 (+1)   | 46        | [ 174 ]                                                               |
| 17. Okt. | Selbstmordattentat mit Autobomben und Schusswaffen auf Polizeitrainingszentrum                                   | Gardez                                | Afghanistan                  | 60 (+14)  | 236       | [ 175 ]                                                               |
| 18. Okt. | Selbstmordattentat mit Autobombe auf Polizeikonvoi                                                               | Belutschistan                         | Pakistan                     | 7 (+1)    | 22        | [ 176 ]                                                               |
| 19. Okt. | Selbstmordattentat mit Autobomben und Schusswaffen auf Militärstützpunkt                                         | Kandahar                              | Afghanistan                  | 43 (+10)  | 9         | [ 177 ]                                                               |
| 19. Okt. | Granatenangriff auf Hotel                                                                                        | Gwadar                                | Pakistan                     | 0         | 26        | [ 178 ]                                                               |
| 20. Okt. | Selbstmordattentat auf Moschee                                                                                   | Kabul                                 | Afghanistan                  | 56 (+1)   | 55        | [ 179 ]                                                               |
| 20. Okt. | Selbstmordattentat auf Moschee                                                                                   | Ghor                                  | Afghanistan                  | 33 (+1)   | 10        | [ 180 ]                                                               |
| 28. Okt. | Selbstmordattentat mit Autobomben und Schusswaffen auf Hotel und Zivilisten                                      | Mogadischu                            | Somalia                      | 29 (+4)   | 41        | [ 181 ] [ 182 ]                                                       |
| 31. Okt. | Selbstmordattentat auf Diplomatenviertel                                                                         | Kabul                                 | Afghanistan                  | 9 (+1)    | 21        | [ 183 ]                                                               |
| 1. Nov.  | Anschlag mit Autobombe auf Bus                                                                                   | Tscharikar                            | Afghanistan                  | 15        | 27        | [ 184 ]                                                               |
| 3. Nov.  | Selbstmordattentat mit Autobombe, Raketen und Schusswaffen auf Kontrollpunkt und Dorf                            | al-Quneitra                           | Syrien                       | 9 (+1)    | 23        | [ 185 ]                                                               |
| 4. Nov.  | Selbstmordattentat mit Autobombe auf Flüchtlingszentrum                                                          | nahe Deir ez-Zor                      | Syrien                       | 75 (+1)   | 140       | [ 186 ]                                                               |
| 5. Nov.  | Selbstmordattentat mit Autobomben auf Polizeigebäude und Zivilisten                                              | Aden                                  | Jemen                        | 46 (+9)   | 47        | [ 187 ]                                                               |
| 7. Nov.  | Selbstmordattentat mit Schusswaffen auf Fernsehsender                                                            | Kabul                                 | Afghanistan                  | 2 (+3)    | 20        | [ 188 ]                                                               |
| 11. Nov. | Granatenangriff auf Friedenskonzert                                                                              | Bangui                                | Zentralafrikanische Republik | 4         | 20        | [ 189 ]                                                               |
| 14. Nov. | Artillerieangriff auf Militärstützpunkt                                                                          | Harasta                               | Syrien                       | 37+ (+20) |           | [ 190 ]                                                               |
| 17. Nov. | Selbstmordattentat mit Autobombe auf Flüchtlinge                                                                 | Deir ez-Zor                           | Syrien                       | 20 (+1)   | 30        | [ 191 ]                                                               |
| 20. Nov. | Selbstmordattentat auf Markt                                                                                     | Kolofata                              | Kamerun                      | 2 (+1)    | 20        | [ 192 ]                                                               |
| 21. Nov. | Selbstmordattentat mit Autobombe auf Markt                                                                       | Tuz Churmatu                          | Irak                         | 36 (+1)   | 85        | [ 193 ]                                                               |
| 21. Nov. | Selbstmordattentat auf Moschee                                                                                   | Mubi                                  | Nigeria                      | 58 (+1)   | 40        | [ 194 ]                                                               |
| 24. Nov. | Anschlag auf die al-Rawda-Moschee                                                                                | Bir al-Abd                            | Ägypten                      | 311+      | 127+      | [ 195 ]                                                               |
| 27. Nov. | Selbstmordattentat mit Schusswaffen auf Gesundheitszentrum und Café                                              | Diyala                                | Irak                         | 8 (+2)    | 21        | [ 196 ]                                                               |
| 1. Dez.  | Sprengstoffanschlag auf Zivilisten                                                                               | al-Anbar                              | Irak                         | 25+       | 0         | [ 197 ]                                                               |
| 1. Dez.  | Selbstmordattentat mit Granaten und Sturmgewehren auf Wohnheim                                                   | Peschawar                             | Pakistan                     | 9 (+3)    | 37        | [ 198 ]                                                               |
| 2. Dez.  | Selbstmordattentat auf Markt                                                                                     | Borno                                 | Nigeria                      | 13 (+2)   | 53        | [ 199 ] [ 200 ]                                                       |
| 11. Dez. | Selbstmordattentat auf das Port Authority Bus Terminal                                                           | New York City                         | USA                          | 0         | 3 (+1)    | [ 201 ]                                                               |
| 12. Dez. | Mörserangriff auf Zivilisten                                                                                     | Tuz Churmatu                          | Irak                         | 2         | 20        | [ 202 ]                                                               |
| 17. Dez. | Selbstmordattentat mit Granaten und Sturmgewehren auf Kirche                                                     | Quetta                                | Pakistan                     | 9 (+2)    | 56        | [ 203 ]                                                               |
| 18. Dez. | Selbstmordattentat mit Autobombe auf Polizeikontrollpunkt                                                        | Laschkar Gah                          | Afghanistan                  | 2 (+1)    | 31        | [ 204 ]                                                               |
| 27. Dez. | Sprengstoffanschlag auf Supermarkt                                                                               | Sankt Petersburg                      | Russland                     | 0         | 18        | [ 205 ]                                                               |
| 28. Dez. | Anschlag mit Selbstmordattentäter und 2 Sprengsätzen auf Kulturzentrum und Zivilisten                            | Kabul                                 | Afghanistan                  | 50 (+1)   | 80+       | [ 206 ]                                                               |
| 31. Dez. | Selbstmordattentat auf Café                                                                                      | Extrême-Nord                          | Kamerun                      | 1 (+1)    | 28        | [ 207 ]                                                               |